# فرودگاه نیو گاردن
 فرودگاه نیو گاردن (به انگلیسی: New Garden Airport) یک فرودگاه همگانی است . این فرودگاه در کشور ایالات متحده آمریکا قرار دارد و در ارتفاع ۱۳۳ متری از سطح دریا واقع شده است.